# Dirk Koenen

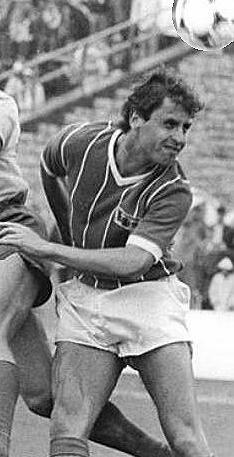
Dirk Koenen, 1986

Dirk Koenen (* 23. September 1960 in Ost-Berlin) ist ein ehemaliger Fußballspieler, der in den 1980er Jahren für den 1. FC Union Berlin in der Oberliga, der höchsten Spielklasse des Fußball-Verbandes der DDR, spielte.

## Fußball-Laufbahn

### Nachwuchs
Von seinem zehnten Lebensjahr an spielte Koenen in der Schülermannschaft der Ost-Berliner Betriebssportgemeinschaft Post. 1974 delegierte ihn die BSG zum 1. FC Union Berlin. Nachdem er die Jugend- und die Juniorenmannschaft durchlaufen hatte, wurde er 1978 in das Aufgebot für die Nachwuchs-Oberliga aufgenommen. Im selben Jahr gehörte er zum erweiterten Kader der Junioren-National-Mannschaft, wegen langwieriger Verletzungen wurde er aber in Länderspielen nicht eingesetzt.  Während dieser Zeit absolvierte er eine Lehre zum Autoschlosser.

### DDR-Liga und Oberliga
Als die erste Union-Mannschaft 1980 abgestiegen war, wurde Koenen in die Bezirksliga-Mannschaft Union II eingegliedert. Für die Saison 1981/82 kam er als Verteidiger in das Aufgebot der ersten Mannschaft, die nach wie vor in der DDR-Liga spielte. Seinen Einstand in der ersten Mannschaft gab der 1,85 m große Koenen bereits beim 2. DDR-Liga-Spieltag am 29. August 1981 in der Begegnung Union Berlin – Chemie PCK Schwedt [2:0]. In dieser Saison gelang Union im zweiten Anlauf die Rückkehr in die Oberliga. Koenen war an diesem Erfolg mit 23 von 30 Spielen beteiligt. In seiner ersten Oberligasaison 1982/83 rückte er sofort in die Stammelf auf und bestritt 18 Punktspiele als Verteidiger. Am Ende der Hinrunde beurteilte ihn sein Trainer Harry Nippert: „Dirk ist ein sehr zuverlässiger, sehr disziplinierter Spieler, der eine vorgegebene taktische Aufgabe recht ordentlich umzusetzen versteht.“ Bis 1986 blieb Koenen als Abwehrspieler des Fußballclubs gesetzt, nach dem Abstieg von 1984 musste er aber erneut eine Spielzeit in der DDR-Liga verbringen. 1985/86 hatte er mit 25 Einsätzen seine meisten Oberligaspiele und bestritt auch alle neun Spiele im DDR-Pokal-Wettbewerb 1985/86. Das neunte Spiel war das Finale, das Union jedoch mit Koenen als Innenverteidiger mit 1:5 gegen den 1. FC Lok Leipzig verlor. Sein letztes Pflichtspiel für den 1. FC Union bestritt Koenen am 13. September 1986 in der Begegnung des 5. Oberligaspieltages BFC Dynamo – Union (8:1). Er wurde bereits nach der ersten Halbzeit ausgewechselt. Im November 1986 wurde er für eineinhalb Jahre zum Armeedienst eingezogen und spielte in dieser Zeit in der drittklassigen Bezirksliga Neubrandenburg bei der Armeesportgemeinschaft Vorwärts Fünfeichen.

### Laufbahnende
Im Mai 1988 kehrte Koenen zum 1. FC Union Berlin zurück, wurde aber nicht mehr in der ersten Mannschaft eingesetzt. Anfang September 1988 teilte der Club folgendes zu Koenen mit, der von 1981 bis 1986 137 Pflichtspiele, darunter 67 Oberligaspiele, bestritten hatte: „Im Interesse einer weiteren Leistungsentwicklung wurde Dirk Koenen (28) zur BSG KWO Berlin delegiert.“ Die BSG Kabelwerk Oberspree war neu in die DDR-Liga aufgestiegen und behielt Koenen bis zum Abschluss der Saison 1988/89. Anschließend wechselte Koenen erneut zu einem DDR-Liga-Aufsteiger, der BSG Chemie Velten, nördlich von Berlin beheimatet. Seine Laufbahn als Leistungssportler beendete Koenen beim Berliner Landesligisten Adlershofer BC, zu dem er 1992 gewechselt war. Anschließend betätigte er sich als Trainer beim Adlershofer BC II und bis 2004 bei den Sportfreunden Johannisthal.